# Электроэнергетика России
Электроэнергетика России — отрасль российской энергетики, обеспечивающая производство, передачу, распределение и сбыт электроэнергии потребителям. По данным Министерства энергетики Российской Федерации выработка электроэнергии электростанциями ЕЭС России, включая производство электроэнергии на электростанциях промышленных предприятий, в 2019 году составила 1080,6 млрд кВт∙ч.
20 августа 2024 года опуликован для общественного обсуждения проект генеральной схемы размещения объектов электроэнергетики до 2042 года, который включает в себя описание электроэнергетики России в настоящее время, а также прогнозы и планы.

## Энергосистема России

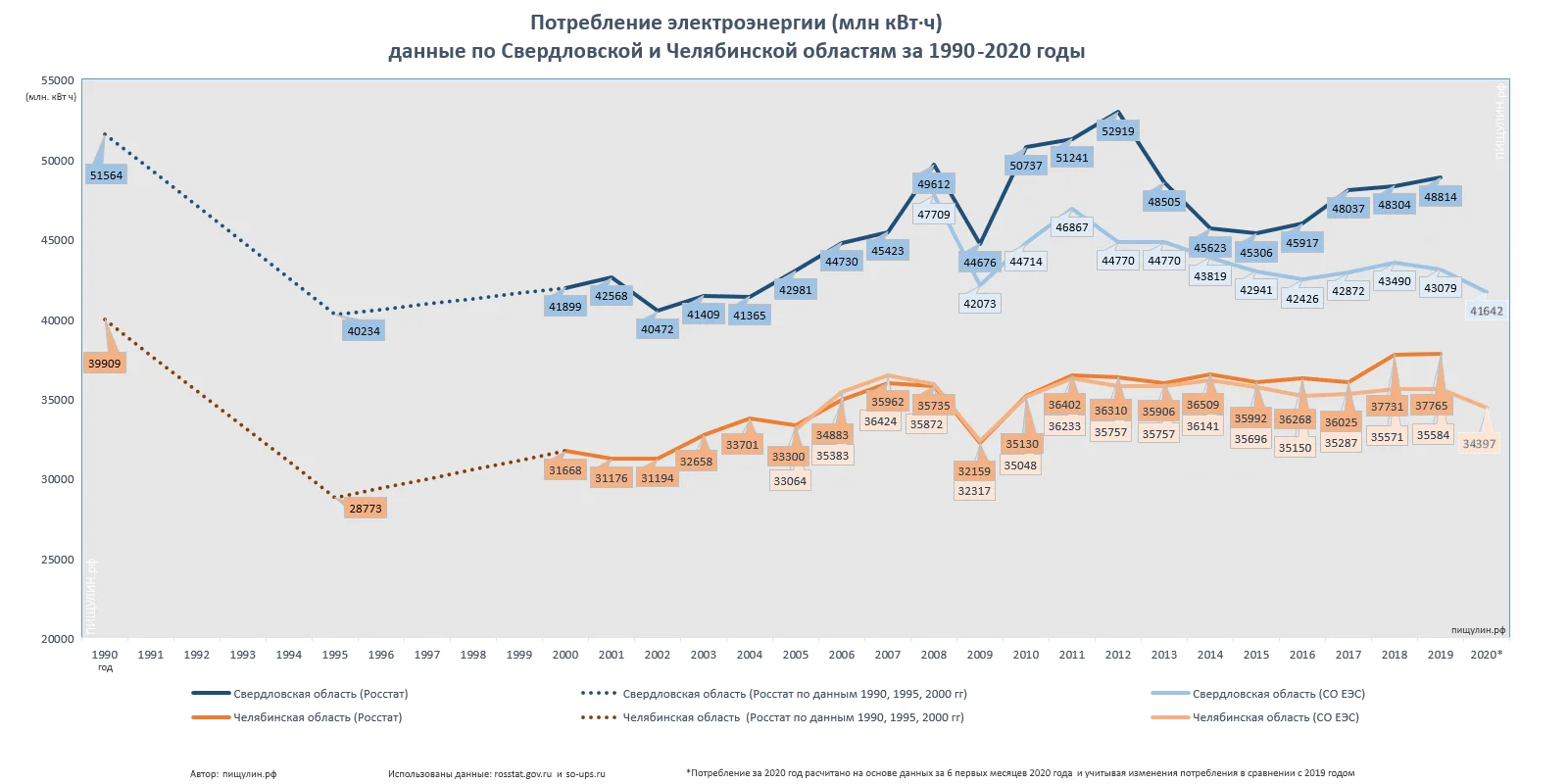
Потребление электроэнергии в Свердловской и Челябинской областях в период с 1990 по 2020 годы

Энергосистема России включает в себя Единую энергосистему России в составе семи объединенных энергосистем, ОЭС (Центра, Средней Волги, Урала, Северо-Запада, Юга и Сибири), а также территориально изолированные энергосистемы: три энергорайона Чукотского АО, несколько энергорайонов Камчатского края и Сахалинской области, энергорайон Магаданской области, Норильско-Таймырский и Николаевский энергорайоны, зоны децентрализованного энергоснабжения в Ненецком АО, северной части Якутии и Ямало-Ненецкого АО. Централизованное оперативно-диспетчерское управление в Единой энергетической системе России осуществляет АО «Системный оператор Единой энергетической системы».
Подавляющее большинство электростанций России (общей мощностью 243 243 МВт, по состоянию на 01.01.2019 г.) работают в составе Единой энергосистемы. Из них в ОЭС Урала работали электростанции общей мощностью 53 614 МВт, ОЭС Центра — 52 447 МВт, ОЭС Сибири — 51 861 МВт, ОЭС Средней Волги — 27 592 МВт, ОЭС Северо-Запада — 24 552 МВт, ОЭС Юга — 23 536 МВт, ОЭС Востока (работает несинхронно с ЕЭС России) — 9 641 МВт. По состоянию на 2018 год, параллельно с ЕЭС России работали энергосистемы Эстонии, Латвии, Литвы, Белоруссии, Украины, Грузии/Абхазии/Южной Осетии, Азербайджана, Казахстана и Монголии, а также энергосистемы Узбекистана и Киргизии (через энергосистему Казахстана) и Молдавии (через энергосистему Украины). Совместно с ЕЭС России через преобразовательные устройства постоянного тока работали энергосистемы Финляндии и Китая, также с отдельных генераторов электростанций Мурманской области производился экспорт электроэнергии в Норвегию. Экспорт электроэнергии из России в 2018 году составил 19,5 млрд кВт·ч, импорт электроэнергии — 4 млрд кВт·ч. Экспорт электроэнергии в 2021 году 21,772 млрд кВт*ч. Импорт электроэнергии в 2021 году 1,561 млрд кВт*ч

## Тепловая электроэнергетика России
Тепловые электростанции составляют основу электроэнергетики России. По состоянию на 1 января 2019 года, в Единой энергосистеме России эксплуатировались тепловые электростанции общей установленной мощностью 164 587 МВт, что составляет 67,7 % от общей мощности электростанций ЕЭС России. В 2018 году тепловые электростанции России (с учетом электростанций промышленных предприятий) выработали 692,7 млрд кВт·ч электроэнергии, что составляет 63,5 % всей выработки электроэнергии в стране. Помимо электроэнергии, тепловая энергетика обеспечивает снабжение потребителей теплом и горячей водой. Основным топливом российской тепловой энергетики является природный газ. Крупнейшими энергокомпаниями, эксплуатирующими тепловые электростанции России, являются ООО «Газпром энергохолдинг» — 37 ГВт, ПАО «Интер РАО» — 28,9 ГВт, ПАО «Т Плюс» — 15,7 ГВт.

## Атомная энергетика России
По состоянию на 1 января 2019 года, в России эксплуатировались 11 атомных электростанций общей мощностью 29 168,2 МВт, в том числе 10 АЭС общей мощностью 29 132,2 МВт в составе ЕЭС России и две изолированные АЭС: Билибинская мощностью 36 МВт в изолированном Чаун-Билибинском энергоузле (Чукотский АО) и ПАТЭС «Академик Ломоносов» мощностью 70 МВт в том же энергоузле. На атомную энергетику приходится 12 % установленной мощности российской электроэнергетики и около 19 % выработки электроэнергии в России (по итогам 2018 года АЭС России выработали 204,3 млрд кВт·ч). Атомные электростанции работают в базовой части графика нагрузок. Все атомные электростанции России контролируются АО «Концерн Росэнергоатом».

## Возобновляемая энергетика России
Возобновляемая энергетика России представлена гидроэнергетикой, солнечной, ветровой и геотермальной энергетикой, а также несколькими небольшими электростанциями на основе биогаза и биотоплива и экспериментальной Кислогубской приливной электростанцией. Доля возобновляемой энергетики в электроэнергетике России — около 20%. По состоянию на июнь 2021 года в ЕЭС России эксплуатируются гидроэлектростанции общей мощностью 50 ГВт, ветроэлектростанции общей мощностью 1378 МВт и солнечные электростанции общей мощностью 1768 МВт. В составе изолированных энергорайонов Камчатки эксплуатируются три геотермальные электростанции общей мощностью 74 МВт, в 2018 году они выработали 427 млн кВт·ч. Общая выработка электроэнергии электростанциями на основе ВИЭ в 2020 году составила около 210 млрд кВт*ч, из них более 98% — ГЭС, все остальные ВИЭ выработали около 3,8 млрд кВт·ч, что составляет около 0,36 % от выработки электроэнергии в России, и 1,8% возобновляемой.
Государством принимаются меры по стимулированию развития возобновляемой энергетики (солнечной, ветровой и малых ГЭС), включающих проведение конкурсных отборов электростанций на основе ВИЭ. Проектам строительства, отобранным на конкурсах, обеспечивается окупаемость за счет повышенной платы за мощность. В результате конкурсов, проведенных в 2013—2019 годах, были отобраны проекты солнечных электростанций общей мощностью 1858,3 МВт и ветровых электростанций общей мощностью 3670,8 МВт, с планируемыми сроками ввода в 2014—2024 годах.

### Гидроэнергетика России
По состоянию на 2018 год, в России эксплуатировались 99 гидроэлектростанций и три гидроаккумулирующие электростанции (мощностью более 10 МВт) совокупной мощностью 51,7 ГВт (в том числе в составе Единой энергосистемы России эксплуатировались гидроэлектростанции общей мощностью 48 506,3 МВт). На гидроэнергетику приходится около 20 % установленной мощности и выработки электроэнергии в России (по итогам 2020 года ГЭС России выработали 207 млрд кВт·ч). большая часть мощностей ГЭС России эксплуатируется ПАО «РусГидро» (30,2 ГВт ГЭС и ГАЭС) и АО «ЕвроСибЭнерго» (15,1 ГВт ГЭС). Работа ГЭС имеет важное значение для повышения надежности и экономичности работы электроэнергетики России. Благодаря высокой маневренности (способности быстро изменять мощность) гидроэлектростанции покрывают пиковую часть графика нагрузок, позволяя тепловым и атомным электростанциям работать в наиболее экономичных режимах, а также обеспечивают надежность работы энергосистемы в случае аварий.

### Солнечная энергетика России
По состоянию на июнь 2021 года, в Единой энергосистеме России эксплуатировались солнечные электростанции общей установленной мощностью 1768  МВт, что составляет 0,71 % от общей мощности электростанций ЕЭС России, которые в 2020 году произвели 1982 млн кВт·ч электроэнергии (0,19%) .

### Ветроэнергетика России
По состоянию на июнь  2021 года в ЕЭС России эксплуатировалось ветроэлектростанции общей мощностью 1378 МВт (0.56% всей установленной мощности энергосистемы), которые в 2020 году произвели 1384 млн кВт·ч электроэнергии (0,13%). Также в территориально-изолированных энергосистемах Камчатки, Сахалинской области, Чукотского АО, Якутии и Ямало-Ненецкого АО эксплуатируется семь ветроэлектростанций общей мощностью около 9 МВт.

### Геотермальная энергетика России
По состоянию на 2019 год, в России эксплуатируются три геотермальные электростанции общей мощностью 74 МВт, все — в Камчатском крае: Мутновская ГеоЭС мощностью 50 МВт, Верхне-Мутновская ГеоЭС мощностью 12 МВт и Паужетская ГеоЭС мощностью 12 МВт. В 2018 году они выработали 427 млн кВт·ч электроэнергии.

## Электросетевой комплекс России
Всего в составе ЕЭС России эксплуатируется 3,2 млн км линий электропередачи напряжением 0,4-750 кВ и около 600 тыс. подстанций общей мощностью около 1,1 млн МВА. Протяженность системообразующих линий электропередачи напряжением 330—750 кВ по состоянию на 2016 год составляла 65 тыс. км. Крупнейшей электросетевой компанией России является ПАО «Россети», которая эксплуатирует 90 % распределительных и более 70 % магистральных электрических сетей.